# Forces armées béliziennes

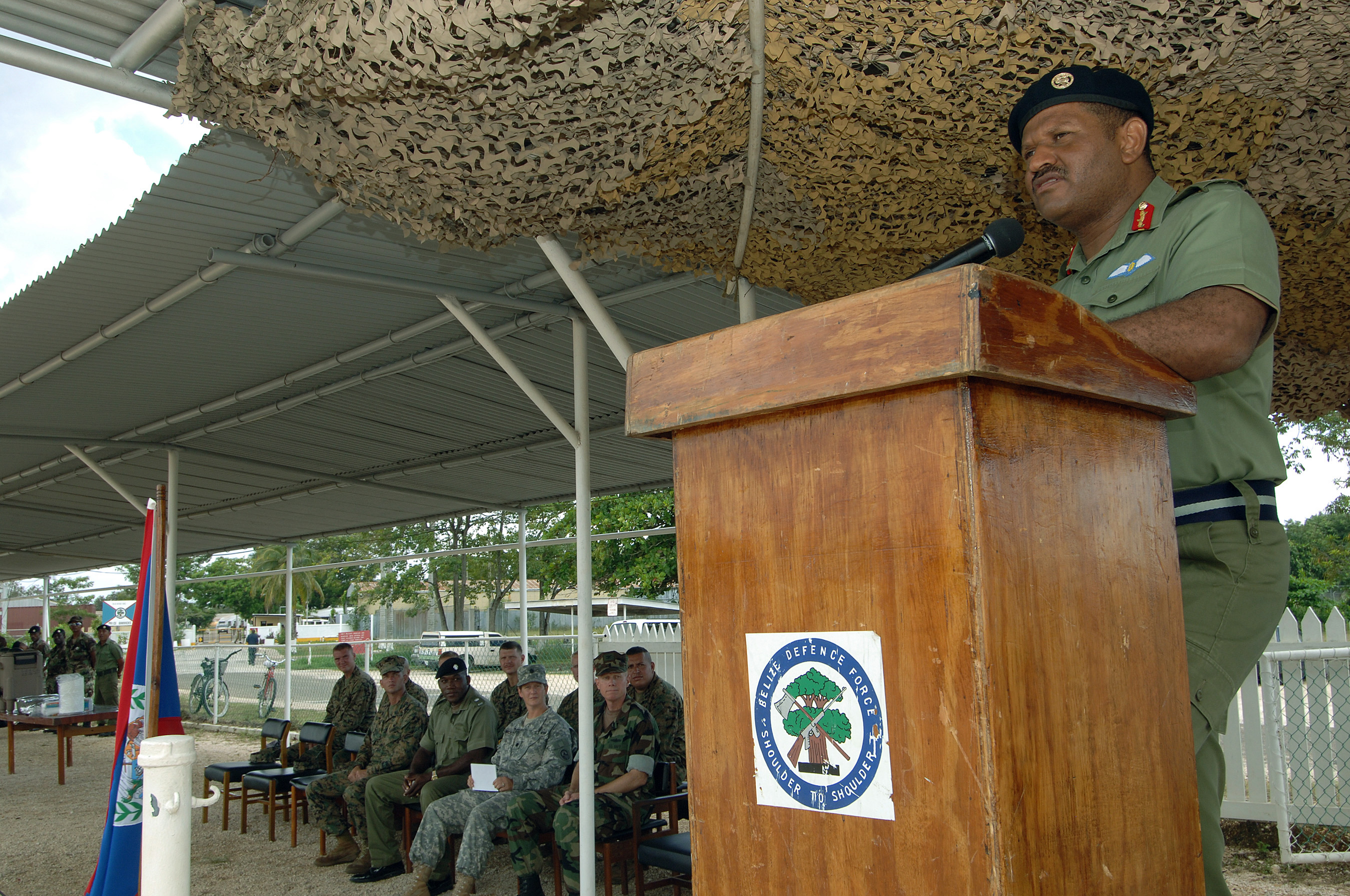
Le Brigadier Général Lloyd Gillett, commandant des forces armées du Belize, s'adresse à des soldats et recrues beliziens durant une cérémonie (31 août 2007)

Les Forces armées du Belize, appelées localement Belize Defence Force, sont chargées de la défense du Belize. Placées sous l'autorité du ministère de la défense. 
En 2012, elles comprennent un peu moins d'un millier d'hommes pour un budget représentant un peu plus d'1 % du produit intérieur brut.

## Historique
En 1817, la milice royale du prince régent du Honduras est fondée, marquant l'origine de l'armée du Belize qui a connu différents noms tout au long de son histoire. 
La Belize Defence Force en tant que telle est fondée en 1978 avec la disparition de la Belize Volunteer Guard (Garde des Volontaires du Belize) et de la Police Special Force (la force de police spéciale). 
En 1981, le Belize devient indépendant du Royaume-Uni mais ce dernier maintient sur place une garnison (la British Forces Belize) pour protéger le pays des ambitions du Guatemala qui revendique une large part du Belize. 
Finalement, la British Forces Belize disparaît en 1994, trois après la reconnaissance de l'indépendance du pays par le Guatemala. Néanmoins, le Royaume-Uni conserve une présence au travers d'une unité d'entraînement et de soutien logistique (la British army Training and Support Unit Belize ou BATSUB) et d'une unité aérienne (25 Flight AAC) jusqu'en 2011. Les Britanniques décident alors de se retirer pour se concentrer sur les enjeux de la guerre contre le terrorisme. La composante maritime de la force de défense du Belize est incorporée dans l'unité des gardes-côtes bélizéens en novembre 2005.
En octobre 2015, un regain de tensions apparaît entre le Belize et le Guatemala. Le Belize demande alors la refondation de la BATSUB qu'elle obtient du gouvernement britannique.

## Organisation
L'armée du Belize comprend deux bataillons d'infanterie, chacun composé de trois compagnies d'infanterie et d'un état-major. Une petite composante aérienne remplit des missions logistiques et de transport de troupes.
L'armée bélizienne est principalement positionnée à Price Barracks, une base militaire située à proximité de l'aéroport international Philip S. W. Goldson, près de Belize City. C'est aussi le lieu d'implantation des unités britanniques au Belize. 
La zone d'entraînement de Mountain Pine Ridge est dédiée à l'entraînement dans la jungle. Elle est utilisée tant par les forces locales que par les armées britanniques ou américaines. D'autres installations dispersées dans le pays sont aussi utilisées.

## Équipement
En 2022 :
- Mortier L16 de 81mm
- Canon sans recul Carl Gustav[3]
- Un hélicoptère utilitaire Bell UH-1H donné par Taïwan en avril 2016[4], un second a été accidenté le 28 février 2020[5]
- Un avion utilitaire Britten-Norman Islander est indiqué en service dans l'almanach World Air Force 2022, mais ce pays n'en aurait aurait perçu que trois, 2 en aout 1983 dont un accidenté le 19 octobre 1998[6], et un en mai 2001[7] accidenté le 3 avril 2007[8]. Le troisième aurait donc à cette 39 ans de service.